# Baal-Ezer Ier
Baal-Ezer Ier (Beleazaros Ier, Baleazar, Bazor ou Ba‘l-mazzer Ier) est un roi de Tyr de 935 à 918 av. J.-C. .
Son père Hiram Ier était un contemporain des rois d'Israël David et Salomon. La seule information que l'on possède sur  Baal-Eeer Ier émane de la citation fait de l'auteur Phénicien Menandre d'Éphèse, par Flavius Josèphe
Après la mort de Hirom, Beleazaros son fils prit le royaume; il vécut 43 ans et régna 17 ans : après sa mort son fils  Abdastratos lui succède.
Les dates du règne de Baal-Ezer Ier ont été fixées à partir ce celles attribuées à Hiram Ier.

## Source
- Sabatino Moscati, Les Phéniciens, Paris, Arthème Fayard, coll. « Marabout Université », 1971, 278 p. (ISBN 2501003543)